# Cmentarz komunalny w Kalwarii Pacławskiej
Cmentarz komunalny w Kalwarii Pacławskiej – cmentarz komunalny położony w Kalwarii Pacławskiej.

## Historia
Cmentarz został założony w połowie XIX wieku.
Decyzją A-377 z 19 września 1990 został wpisany do rejestru zabytków nieruchomych. W rejestrze figuruje też przylegająca do cmentarza kaplica grobowa Tyszkowskich i osobno jej ogrodzenie.

## Pochowani
- płk Antoni Capiński (1836-1898), oficer armii austriackiej
- zakonnicy franciszkanów konwentualnych:
  - o. Remigiusz Duda (-1907)
  - o. Wenanty Katarzyniec (1889-1921), Czcigodny Sługa Boży Kościoła katolickiego; 16 sierpnia 1950 jego szczątki ekshumowano i przeniesiono do pobliskiego kościoła Znalezienia Krzyża Świętego w Kalwarii Pacławskiej i pochowane w jego podcieniu

Na cmentarzu ustanowiono też grób symboliczny Filipa Adwenta (1955-2005).